# 白桑关镇
白桑关镇，是中华人民共和国湖北省十堰市郧阳区下辖的一个乡镇级行政单位。

## 行政区划
白桑关镇下辖以下地区：
白桑关村、秀峪沟村、麻花铺村、石门凳村、战马沟村、龙头村、白竹沟村、猴猿沟村、柏营村、淘沟河村、白湾村、阳坡村、杨家河村、龙潭沟村、六子沟村、麻峪村、高庙村、李家河村、中沟村、东良河村、庄房村、郑家垭村、梅子营村和孟家河村。